# Priscula annulipes
Priscula annulipes là một loài nhện trong họ Pholcidae. Loài này được phát hiện ở Colombia.